# Śluza Sosnówek
Śluza Sosnówek – dwunasta śluza na Kanale Augustowskim (licząc od strony Biebrzy). Łączy sztuczną część kanału z odcinkiem biegnącym korytem Czarnej Hańczy.
Wybudowana w roku 1828 przez por. inż. Konstantego Jodko.
- Położenie: 71,2 kilometr kanału
- Różnica poziomów: 2,98 m
- Długość: 44,40 m
- Szerokość: 6,10 m
- Wrota: drewniane
- Rok budowy: 1828
- Kierownik budowy: Konstanty Jodko